# Саон
Саон (др.-греч. Σάων) — в древнегреческой мифологии сын Зевса и нимфы (либо Самон, др.-греч. Σάμων, сын Гермеса и Рены). Объединил народы Самофракии, установил законы и назвал остров Саоном, а жителей разделил на пять племён, которым дал имена сыновей.